# La Férée
La Férée é uma comuna francesa na região administrativa de Grande Leste, no departamento Ardenas. Estende-se por uma área de 11,71 km². Em 2010 a comuna tinha 81 habitantes (densidade: 6,9 hab./km²).